# Пономарьов Микола Георгійович
Микола Георгійович Пономарьов (21 березня 1900 — 18 липня 1942, Ковров) — радянський оптик, конструктор астрономічних інструментів. З 1920 працював в Державному оптичному і Астрономічному інституті в Ленінграді, з 1934 — на Державному оптико-механічному заводі, очолював конструкторську групу з астрономічного приладобудування. Одночасно з 1934 був співробітником Пулковської обсерваторії. Залишився в Ленінграді в зиму блокади 1941—1942 років, потім був евакуйований і помер у місті Коврові.
Розробив оригінальний спосіб виготовлення полегшених, «стільникових» дзеркал для телескопів. Сконструював перший радянський телескоп-рефлектор, встановлений в Абастуманській обсерваторії, перший радянський спектрогеліоскоп (спільно з М. П. Барабашовим), коронограф і целостат для спостереження сонячних затемнень, інші астрономічні прилади. Брав участь у створенні горизонтального сонячного телескопа, встановленого в Пулковської обсерваторії.
Лауреат Сталінської премії (1941).
Іменем Пономарьова названа мала планета (2792 Пономарьов), відкрита Миколою Черних 13 березня 1977 в Кримській астрофізичній обсерваторії.